# فتحية علي بورالي
فتحية علي بورالي من مواليد 14 أكتوبر 1987م، وهي رياضية وعَدَّاءة سباق سريع تتنافس دوليًا كممثلة لدولة جيبوتي.
قالت فتحية أنها أصبحت عداءة سريعة لأنها كانت لصة في صغرها، بدأت فتحية التدريب للرياضة في عام 2004 في مدرستها الثانوية وفازت بالسباق في مدرستها الثانوية، فأُعجب بآدائها المدرب حتى أنه دعاها لتتدرب بعد ذلك مرتين أسبوعيًا؛ كما أعطى حذاءًا رياضيًا ووعد بمعاونتها في واجبها المدرسيّ.
كانت فتحية تؤدي تدريباتها في ملعب؛ لأنها إذا ما ركضت في الشوارع قد تتعرض لأذي وانتقادات المارّة.
وقد مَثَّلت جيبوتي في دورة الألعاب الأولمبية الصيفية 2008 في بكين كممثلة جيبوتي الثانية. وتنافست في سباق 100 متر وحصلت على المركز الثامن ولكنها لم تتأهل إلى الجولة الثانية. وكانت قد انطلقت انطلاقة خاطئة في محاولتها الأولى، وفي المحاولة الثانية استغرقت 14.29 ثانية وهو أبطأ نتائجها خلال العام وحصلت على المركز الأخير. تنافست فتحية مرتديةً حجابها وقد صرحت أنه لم يكن السبب الذي أثّرعلى آدائها.
وهي الآن تعيش في العاصمة جيبوتي وتقوم بتدريب الفتيات، كما تُقدِم أيضًا المعدات والدعم المالي للرياضيين المتدربين.

## روابط خارجية
- فتحية علي بورالي على موقع الاتحاد الدولي لألعاب القوى (الإنجليزية)
- فتحية علي بورالي على موقع اللجنة الأولمبية الدولية (الإنجليزية)
- فتحية علي بورالي على موقع أوليمبيديا (الإنجليزية)